# Martim Neto
Martim Carvalho Neto (Viana do Castelo, 14 gennaio 2003) è un calciatore portoghese, centrocampista dell'Elche.

## Carriera

### Club
Ha fatto il suo debutto professionistico con il Benfica B il 21 marzo 2021 in Segunda Liga.
Il 1 agosto 2023 è stato ceduto in prestito per tutta la stagione al Gil Vicente..
Il 30 luglio 2025, dopo la parentesi in prestito al Rio Ave, viene ceduto a titolo definitivo all'Elche, con cui firma un triennale.

### Nazionale
Ha giocato nelle nazionali giovanili portoghesi Under-16, Under-17, Under-18, Under-19 ed Under-20.

## Statistiche

### Presenze e reti nei club
Statistiche aggiornate al 20 settembre 2023.
| Stagione        | Squadra         | Campionato      | Campionato | Campionato | Coppe nazionali | Coppe nazionali | Coppe nazionali | Coppe continentali | Coppe continentali | Coppe continentali | Altre coppe | Altre coppe | Altre coppe | Totale | Totale | Totale |
| Stagione        | Squadra         | Comp            | Pres       | Reti       | Comp            | Pres            | Reti            | Comp               | Pres               | Reti               | Comp        | Pres        | Reti        | Pres   | Reti   |        |
| --------------- | --------------- | --------------- | ---------- | ---------- | --------------- | --------------- | --------------- | ------------------ | ------------------ | ------------------ | ----------- | ----------- | ----------- | ------ | ------ | ------ |
| 2020-2021       | Benfica B       | SL              | 8          | 0          |                 | -               | -               |                    | -                  | -                  |             | -           | -           | 8      | 0      |        |
| 2021-2022       | Benfica B       | SL              | 30         | 3          |                 | -               | -               |                    | -                  | -                  |             | -           | -           | 30     | 3      |        |
| 2022-2023       | Benfica B       | SL              | 16         | 1          |                 | -               | -               |                    | -                  | -                  |             | -           | -           | 16     | 1      |        |
| 2021-2022       | Benfica         | PL              | 1          | 0          | CP+CdL          | 0               | 0               |                    | -                  | -                  |             | -           | -           | 1      | 0      |        |
| 2023-2024       | Gil Vicente     | PL              | 4          | 0          | CP+CdL          | 0               | 0               |                    | -                  | -                  |             | -           | -           | 4      | 0      |        |
| lug.-set. 2024  | Benfica         | PL              | 0          | 0          | CP+CdL          | -               | -               | UCL                | -                  | -                  | Cmc         | -           | -           | 0      | 0      |        |
| Totale Benfica  | Totale Benfica  | Totale Benfica  | 1          | 0          |                 | 0               | 0               |                    | -                  | -                  |             | -           | -           | 1      | 0      |        |
| set. 2024-2025  | Rio Ave         | PL              | 24         | 2          | CP              | 3               | 0               |                    | -                  | -                  |             | -           | -           | 27     | 2      |        |
| Totale carriera | Totale carriera | Totale carriera | 83         | 6          |                 | 3               | 0               |                    | -                  | -                  |             | -           | -           | 86     | 6      |        |

## Palmarès
- UEFA Youth League: 1

Benfica: 2021-2022